# Italienisch für Anfänger
Italienisch für Anfänger (Originaltitel: Italiensk for begyndere) ist ein dänischer Film aus dem Jahr 2000. Neben den dänischen Filmen Das Fest und Idioten gilt er als einer der wichtigsten Filme, die den Anforderungen des Dogma 95 folgen. Regie führte Lone Scherfig, die auch das Drehbuch schrieb.
Basis für das Drehbuch war der Roman Die irische Signora (Evening Class) der Irin Maeve Binchy.

## Handlung
Pastor Andreas hat seine Frau verloren und versucht in einer neuen Gemeinde, in einer tristen Kopenhagener Vorstadt, Fuß zu fassen. Sein Vorgänger wurde gerade des Amts enthoben: Mit dem Tod seiner Frau hat er auch seinen Glauben an Gott verloren, er behandelt seinen Nachfolger schlecht. Der Hotelportier Jørgen Mortensen hadert mit seiner Potenz. Sein Chef erteilte ihm den Auftrag, seinem Freund, dem Kellner Hal-Finn, zu kündigen. Giulia, eine italienische Kellnerin, hat sich in Jørgen Mortenson verliebt, der aber nicht weiß, wie er sich das erklären soll. Schließlich lädt er die Italienerin in den Italienisch-Kurs für Anfänger an der örtlichen Volkshochschule ein. Die Friseurin Karen hat Probleme mit ihrer alkohol- und krebskranken Mutter. Die ungeschickte Bäckereiverkäuferin Olympia wird von ihrem Vater tyrannisiert.
Es gibt fünf Todesfälle und zwei Trauerfeiern, Karen bekommt eine neue Schwester. Nach und nach treffen alle Protagonisten im Italienisch-Kurs für Anfänger ein. Dort gelingt es ihnen, sich aus ihrer Vereinsamung und ihren existentiellen Problemen zu lösen. Am Ende fahren sie gemeinsam nach Venedig.

## Kritiken
- Kölner Stadtanzeiger vom 16. Januar 2002: „Scherfigs forscht nach den menschlichen Grundbedürfnissen sowohl in den Filmfiguren wie in ihren wunderbaren Schauspielern. Deshalb wirkt die Dogma-Methode hier so überzeugend. Deshalb belebt der Film die schon weitgehend abgeschriebene Bewegung auf großartige Weise.“
- Filmdienst 2/2002: „Dabei profitiert die verschachtelte Dramaturgie weniger von den ‚Dogma‘-Regeln als vom natürlichen Spiel der Schauspieler und einfallsreichen Improvisationen. Die melodramatische Komödie kreist subtil um die Themen Glaube, Glück und Versöhnung und überzeugt durch leisen, feinen Humor, psychologische Dichte sowie den Mut, Alltagsmenschen mit ihren Macken ernst zu nehmen.“
- Der Tagesspiegel vom 15. Januar 2002: „Es geht eben um Wärme in Italienisch für Anfänger, weiter nichts. Und nichts weniger. Eine Wärme, die weniger in die Tränen der Rührung als in eine nachhaltige Angerührtheit mündet.“
- Die Zeit (Ausgabe 4/2002): „Italienisch für Anfänger erzählt vom Glück im tristen Alltag und von Paradiesen für Pauschalreisende. Ein hübscher, kleiner Film – ein bisschen zu hübsch vielleicht, und das nicht nur für einen Dogma-Film.“
- Der Standard vom 8. März 2002: „Italienisch für Anfänger, inszeniert und geschrieben von der ersten weiblichen Dogma-Aktivistin Lone Scherfig, verbindet improvisiertes Schauspiel und realistische Blicke auf einen Vorort von Kopenhagen zu einem unüblich lichten und überaus melodischen Werk.“
- Die Welt vom 17. Januar 2002: „Regisseurin Lone Scherfig gelingt es tatsächlich, diese Leggerezza auf die formale Ebene des Films zu heben: auch dadurch, dass ihre Darsteller viel an psychologischer Glaubwürdigkeit durch Improvisation erarbeiteten. Anders als bei den Dogma-Vorgängern fehlt hier jedoch jede moralische Schärfe; den Bitternissen des Lebens wird mit humoristischer Süße gegengesteuert. Die Rettung ist grundsätzlich nah, allerdings nur, sofern man sich den Menschen um sich herum offenen Auges zuwendet. Dies ist die bitter ernst gemeinte Moral des Films, und dem ist wenig hinzuzufügen.“

## Auszeichnungen
Der Film wurde mehrfach ausgezeichnet, so unter anderem auf der Berlinale 2001 mit dem Silbernen Bären der Jury, dem Leserpreis der Berliner Morgenpost, dem Preis der Ökumenischen Jury und dem FIPRESCI-Preis. Auf dem Valladolid International Film Festival in Spanien wurde der Film mit einer Goldenen Ähre und Peter Gantzler als Bester Darsteller ausgezeichnet. Den Publikumspreis erhielt der Film auf dem Warsaw International Film Festival.
Bei den beiden wichtigsten dänischen Filmpreisen, Robert und Bodil, gewann Italienisch für Anfänger ebenfalls einige Preise. Den Robert gewann der Film in den Kategorien Bestes Drehbuch, Beste Nebendarstellerin (Ann Eleonora Jørgensen) und Bester Nebendarsteller (Peter Gantzler). In den Kategorien Bester Hauptdarsteller (Anders W. Berthelsen), Beste Hauptdarstellerin (Anette Støvelbæk), Beste Regie, Bester Nebendarsteller (Lars Kaalund), Beste Nebendarstellerin (Lene Tiemroth), Bester Schnitt und Beste Kamera war der Film ebenfalls nominiert. Die Bodil erhielt Lene Tiemroth als Beste Nebendarstellerin. In den Kategorien Bester Hauptdarsteller (Anders W. Berthelsen und Peter Gantzler), Beste Hauptdarstellerin (Ann Eleonora Jørgensen und Anette Støvelbæk) und Bester Film musste sich der Film anderen Produktionen geschlagen geben.
Italienisch für Anfänger war 2001 für den Europäischen Filmpreis in der Kategorie Bester Film nominiert, konnte sich aber nicht gegen Jean-Pierre Jeunets Die fabelhafte Welt der Amélie durchsetzen. Auch beim schwedischen Guldbagge landete Italienisch für Anfänger hinter „Amélie“. Bei der Verleihung des Goya 2003 war der Film als Bester europäischer Film nominiert, unterlag aber Roman Polańskis Der Pianist.